# Austropetalia tonyana
Austropetalia tonyana är en trollsländeart som beskrevs av Günther Theischinger 1995. Austropetalia tonyana ingår i släktet Austropetalia och familjen Austropetaliidae. Inga underarter finns listade i Catalogue of Life.